# Бібліотека та архів Канади
Бібліотека та Архів Канади (англ. Library and Archives Canada, фр. Bibliothèque et Archives Canada) — федеральний державний департамент Канади, відповідальний за збір і збереження документальної спадщини цієї країни, текстів, зображень та інших документів, що відносяться до історії, культури та політики Канади. Архівні й бібліотечні матеріали надходять від державних установ, національних товариств і організацій, приватних дарувальників, а також завдяки системі обов'язкових примірників. Установа розміщена в Оттаві; його директор має ранг заступника міністра і носить звання Бібліотекаря і архіваріуса Канади (англ. Librarian and Archivist of Canada).

## Історія
Департамент був створений парламентом Канади в 2004 році і об'єднав в собі Національний архів Канади (створений в 1872 році як Державний архів Канади, перейменований в 1987) і Національну бібліотеку Канади (створена в 1953). Після злиття в установі працює трохи більше ніж 1100 службовців. Від 2004 року діяльність установи регулює Акт про бібліотеки та архіви Канади, проголошений 22 квітня 2004 року.

## Фонди
При поповненні колекцій бібліотеку передусім цікавлять матеріали, пов'язані з історією та культурою Канади. Тут зберігаються журнали корінного населення, альбоми, скрап -альбоми, архітектурні ескізи, артефакти, твори мистецтва, дитяча література, журнали коміксів, газети, періодичні видання, електронні публікації і записи, бульварна література, інформаційні бюлетені етнічних спільнот, видання короткочасного користування, белетристика і документальна література, фільми, урядові публікації, документи та вебсайти, юдаїка, документи шкіл-інтернатів для індіанців, щоденники та особисті журнали, книги художника, рукописи, глобуси, карти, мікрофільми, фотографії, вірші, портрети, раритетні книги, музичні партитури, альбоми для малювання, аудіо- та відеозаписи, марки, текстові архіви, трактати і дисертації, торгові каталоги.

## Будівля Бібліотеки та Архіву Канади

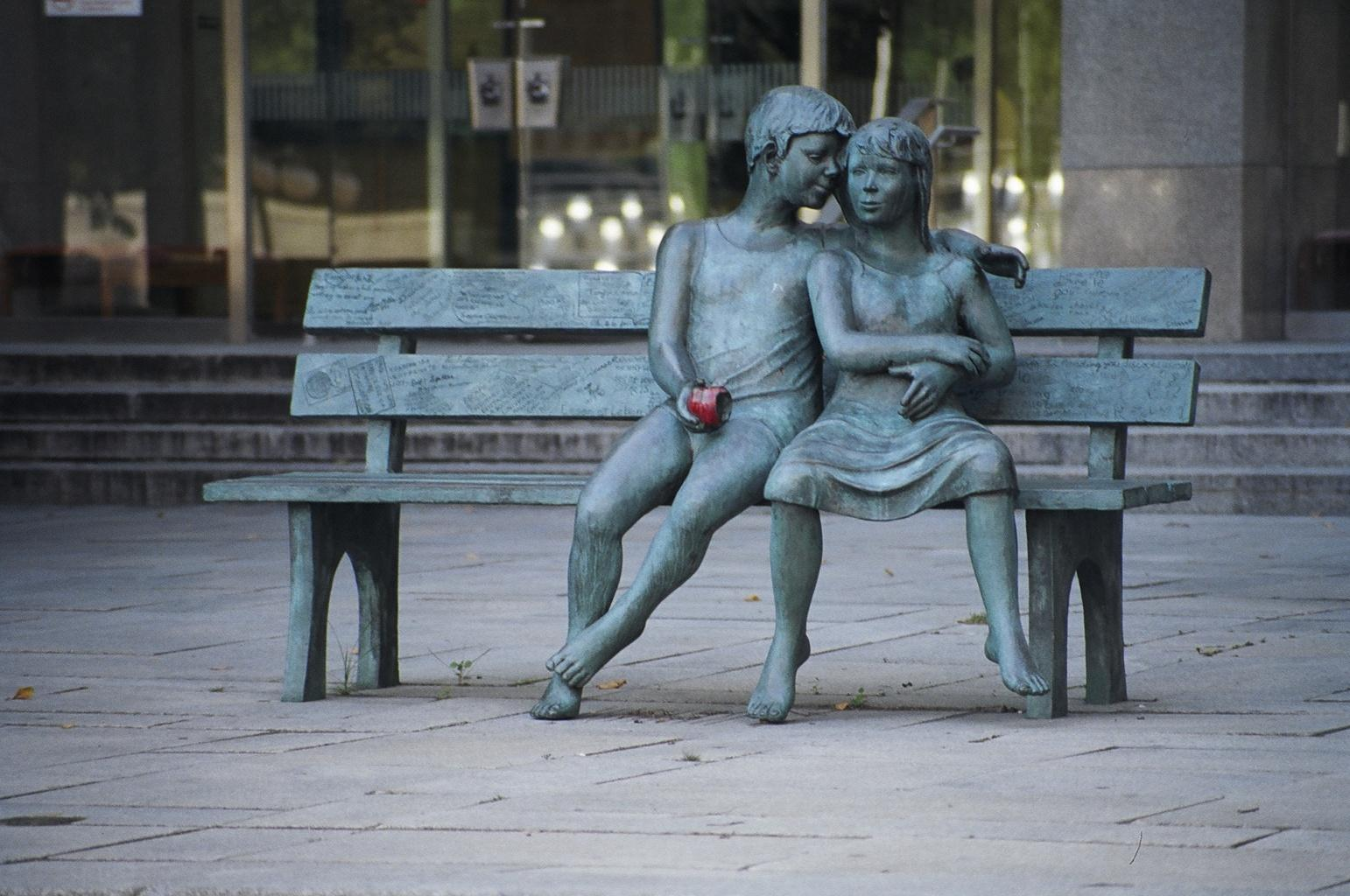
Перед будівлею розташована скульптура «Таємна лава знання» роботи Леї Віво.

Будівля, в якій розміщується департамент, перебуває за адресою: 395, Веллінгтон-стріт, Оттава, Онтаріо, поряд з іншими важливими будівлями, такими як, Парламентський пагорб та Верховний суд Канади. Спорудження будівлі обійшлося в 13 млн канадських доларів, вона займає п'ять поверхів і 52 600 м². Коли бібліотека була відкрита прем'єр-міністром Лестером Пірсоном, її зібрання налічувало 400 000 томів; зараз воно перевищує 18 мільйонів. В наш час[коли?] будівлю занесено до списку історичної спадщини.
Адміністративні корпусу, в тому числі відділи, які займаться надходженнями (дарування, придбання і обов'язкові примірники), каталогізацією, ISBN-нумерацією, збереженням матеріалів та іншими напрямками, простягаються від головного будинку по Веллінгтон-стріт і прилеглих вулицях. Починаючи з осені 2004 року, 600 або 700 співробітників, що працювали в цих будинках, поступово переїхали в новий комплекс до Центру збереження в Гатіно.

## Центр збереження в Гатіно

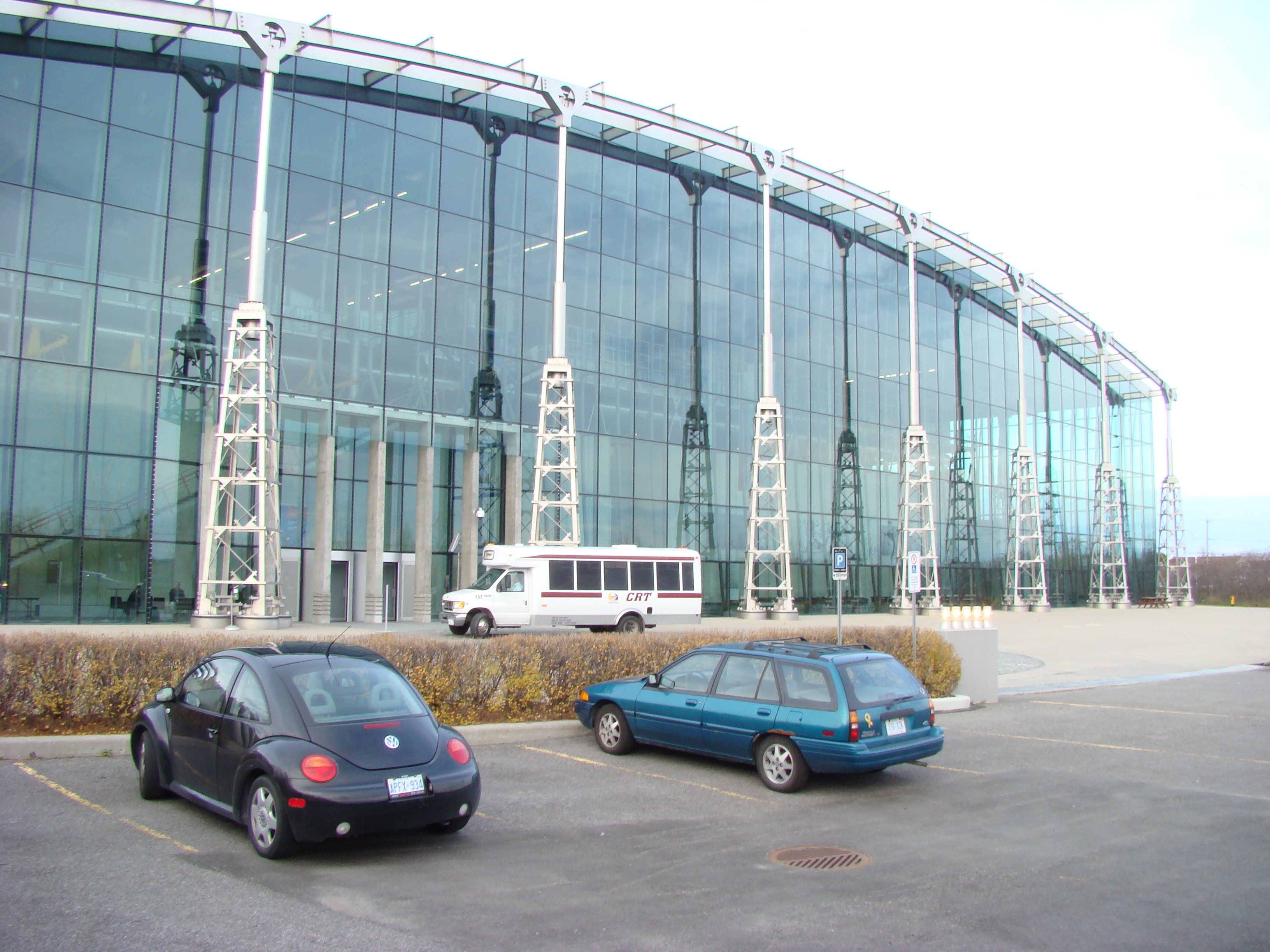
Центр збереження

Після довгих років проєктування 4 червня 1997 року в Гатіно (Квебек) було відкрито Центр збереження (англ. LAC Preservation Centre). Це масштабна споруда що нагадує ангар; зовні її стіни зроблені зі скла, а всередині — з цементу. Усередині нього розташовуються сховища особливої конструкції, в яких містяться деякі найвразливіші документи. Ці сховища займають три поверхи, вони не мають вікон; верхній поверх зайнятий офісами та лабораторіями. Центр збереження розміщений приблизно за 12 кілометрів на північний схід від центру Оттави, за адресою: 625, бульвар дю Карфур, Гатіно, Квебек.
У 2000 році Королівським Архітектурним інститутом Канади будівлю Центру збереження було названо серед 500 найкращих будинків, створених у Канаді за останнє тисячоліття. 

## Список керівників

### Народні Бібліотекарі
- 1953—1967 Вільям Кей Лем
- 1968—1983 Гай Сильвестр
- 1984—1999 Маріанна Скотт
- 1999—2004 Рок Керріер

### Народні архіваріуси
- 1872—1902 Дуглас Брімнер
- 1904—1935 сер Артур Джордж Дафт (його статуя встановлена на північній стороні будівлі Бібліотеки та Архіву)
- 1937—1948 Гюстав Ланктот
- 1948—1968 Вільям Кей Лем
- 1969—1985 Вілфред Сміт
- 1985—1997 Жан-П'єр Валло
- 1997—2004 Єн Вільсон

### Бібліотекарі й архіваріуси Канади
- 2004—2009 Єн Вілсон
- З 2009 до теперішнтого часу Даніель Карон